# Ryan Ingraham
Ryan Ingraham (Nassau, 2 novembre 1993) è un altista bahamense.

## Palmarès
| Anno | Manifestazione                   | Sede        | Evento        | Risultato | Prestazione | Note  |
| ---- | -------------------------------- | ----------- | ------------- | --------- | ----------- | ----- |
| 2009 | Giochi CARIFTA U17               | Vieux Fort  | Salto in alto | Argento   | 1,95 m      |       |
| 2010 | Giochi CARIFTA U20               | George Town | Salto in alto | Argento   | 2,11 m      |       |
| 2010 | Giochi olimpici giovanili        | Singapore   | Salto in alto | 1º (F2)   | 2,13 m      | [ 1 ] |
| 2011 | Giochi CARIFTA U20               | Montego Bay | Salto in alto | Argento   | 2,10 m      |       |
| 2011 | Campionati CAC                   | Mayagüez    | Salto in alto | 4º        | 2,22 m      |       |
| 2011 | Campionati panamericani juniores | Miramar     | Salto in alto | Argento   | 2,22 m      |       |
| 2012 | Giochi CARIFTA U20               | Hamilton    | Salto in alto | Oro       | 2,11 m      |       |
| 2012 | Mondiali juniores                | Barcellona  | Salto in alto | Bronzo    | 2,24 m      |       |
| 2013 | Campionati CAC                   | Morelia     | Salto in alto | 1º        | 2,25 m      | [ 2 ] |
| 2013 | Mondiali                         | Mosca       | Salto in alto | 10º       | 2,25 m      |       |
| 2014 | Mondiali indoor                  | Sopot       | Salto in alto | 15º (q)   | 2,21 m      |       |
| 2014 | Giochi del Commonwealth          | Glasgow     | Salto in alto | 9º        | 2,21 m      |       |
| 2014 | Campionati NACAC under 23        | Kamloops    | Salto in alto | Oro       | 2,28 m      |       |
| 2014 | Giochi CAC                       | Veracruz    | Salto in alto | Bronzo    | 2,24 m      |       |
| 2015 | Giochi panamericani              | Toronto     | Salto in alto | 6º        | 2,25 m      |       |
| 2015 | Campionati NACAC                 | San José    | Salto in alto | Bronzo    | 2,20 m      |       |
| 2015 | Mondiali                         | Pechino     | Salto in alto | 25º (q)   | 2,26 m      |       |